# Ibrahim Yehia
Ibrahim Yehia (tiếng Ả Rập: إبراهيم يحيى; sinh ngày 17 tháng 10 năm 1987) là một cầu thủ bóng đá người Ai Cập hiện tại thi đấu ở vị trí trung vệ cho câu lạc bộ Ai Cập Enppi. Trước đó anh thi đấu cho Ismaily SC trước khi ký hợp đồng 3 năm với Enppi cùng mức giá 750.000 Egyptian pound mỗi mùa giải.